# 타이거 스타디움 (디트로이트)
타이거 스타디움(Tiger Stadium)은 미국 미시간주 디트로이트에 위치한 야구장이다. 과거 MLB 디트로이트 타이거스와 NFL 디트로이트 라이언스의 홈구장으로 사용했다.
| 메이저 리그 베이스볼 올스타전 개최 경기장 |                        |               |
| 1940년                                    | 1941년 브릭스 스타디움 | 1942년        |
| 스포츠맨스 파크                           | 1941년 브릭스 스타디움 | 폴로 그라운즈 |
|                                           |                        |               |
|                                           |                        |               |

| 메이저 리그 베이스볼 올스타전 개최 경기장 |                        |           |
| 1950년                                    | 1951년 브릭스 스타디움 | 1952년    |
| 코미스키 파크                             | 1951년 브릭스 스타디움 | 쉬브 파크 |
|                                           |                        |           |
|                                           |                        |           |

| 메이저 리그 베이스볼 올스타전 개최 경기장 |                        |                               |
| 1970년                                    | 1971년 타이거 스타디움 | 1972년                        |
| 리버프론트 스타디움                       | 1971년 타이거 스타디움 | 애틀랜타-풀턴 카운티 스타디움 |
|                                           |                        |                               |
|                                           |                        |                               |